# TV Privé
TV Privé was een televisieprogramma dat werd uitgezonden door de TROS in de periode van 1974 tot en met 1983. In het programma werden interviews, nieuws en achtergronden getoond, vooral rondom bekende Nederlanders uit de showbusiness.
Het programma werd gepresenteerd door Henk van der Meyden.
Het programma was feitelijk een televisieversie van de rubriek Privé, die Van der Meyden al jaren in het dagblad De Telegraaf verzorgde. De naam was afgeleid van de Club Privé aan het Leidseplein in Amsterdam die hij begin jaren ’70 was begonnen. 
Na tien jaar stopte hij met het programma en richtte zich vooral op het nieuwe weekblad Privé. Het programma werd opgevolgd door de TROS TV Show.